# Эдерталь
Эдерталь (нем. Edertal) — община в Германии, в земле Гессен. Подчиняется административному округу Кассель. Входит в состав района Вальдек-Франкенберг.  Население составляет 6576 человек (на 31 декабря 2010 года). Занимает площадь 115,72 км².